# Flávio Viegas Amoreira
Œuvres principales
Edoardo, o Ele de nós (7Letras)
Flávio Viegas Amoreira est un écrivain, poète, nouvelliste et critique littéraire. Il est l’une des voix les plus marquantes de la nouvelle littérature brésilienne apparue au tournant du siècle avec la génération dite "Geração 00". Son œuvre se distingue par une forte expérimentation formelle et une innovation dans les contenus, alternant divers genres à travers une syntaxe fragmentée.

## Biographie
Flávio Viegas Amoreira, né à Santos en 1965, est un écrivain, poète, nouvelliste, romancier, dramaturge et journaliste. Tout au long de sa carrière, il a été un partenaire esthétique de compositeurs de renom, tels que Gilberto Mendes et Livio Tragtenberg, avec qui il a développé des projets d’intégration entre la littérature et la musique,.
En 2022, à l’occasion du centenaire de Gilberto Mendes, il a publié une biographie en hommage au musicien et chef d’orchestre santiste. Actif en tant qu’animateur culturel, il développe des projets à São Paulo, Rio de Janeiro et sur la côte paulista, promouvant des débats sur les arts d’avant-garde, des soirées poétiques et des ateliers de création littéraire.
Sa production littéraire comprend 14 livres, parmi lesquels Maralto, A Biblioteca Submergida, Contogramas, Escorbuto, Cantos da Costa, Edoardo, o Ele de Nós, Oceano Cais, Desaforismos et Pessoa doutre margin. Amoreira a également participé à plusieurs anthologies de poésie et de nouvelles, dont Geração Zero Zero, qui réunit des écrivains innovants publiés au cours de la première décennie du XXIe siècle, sous la direction du critique Nelson de Oliveira.
Au théâtre, en plus de son travail en tant que dramaturge, il a accordé une interview controversée au réalisateur Antônio Abujamra dans l'émission Provocações, sur TV Cultura, où il a abordé des sujets liés à la littérature et à la culture brésiliennes. Son engagement dans les universités, les revues, les réseaux sociaux et la création d'art numérique se distingue, confirmant son statut de l'une des figures les plus dynamiques de la nouvelle littérature brésilienne.
Flávio Viegas Amoreira est associé au mouvement culturel de Santos, apparu à la fin des années 1970 et au début des années 1980, une période marquée par des défis sur la scène artistique et politique après la fin du régime militaire. Son œuvre se distingue par un lien profond avec la géographie de Santos, ville qui inspire sa poésie et sa critique sociale, souvent imprégnées de métaphores maritimes et d’un regard attentif sur les transformations culturelles. Tout au long de sa carrière, Amoreira a également exercé en tant que professeur dans des ateliers littéraires. En 2024, il a été élu membre de l'Academia Santista de Letras (ASL), occupant le siège 25, dont le patron est le poète Vicente de Carvalho, consolidant ainsi son influence sur la scène littéraire.

## Critique littéraire
Le critique littéraire américain et professeur à l'Université de Floride, Charles Perrone, analyse dans son livre Brazil, Lyric, and the Americas l'œuvre Escorbuto : Cantos da Costa de Flávio Viegas Amoreira. Perrone souligne le caractère postmoderne et expérimental de l'auteur, le décrivant comme « un écrivain postmoderne halluciné qui s'approprie toutes les sources, dont la conscience diffuse génère des flux denses de mots et d'images de phénomènes culturels saisissants, dont certains émergent à la surface pour une exposition ou une proposition plus approfondie ».
La critique littéraire et professeure à l'USP, Aurora Bernardini, a analysé le livre A pesar de ti de Flávio Viegas Amoreira, soulignant son innovation en termes d'« écriture sur Internet ». Selon Bernardini, l'œuvre, composée de 52 récits courts de « mots en liberté », présente des caractéristiques récurrentes dans la production de l’auteur, telles que la suppression de la ponctuation, la transgression des règles orthographiques, l’usage des verbes à l’infinitif et de vastes analogies.
Le professeur de l'USP, Mario Tommaso Pugliese Filho, a analysé le livre Edoardo, o Ele de Nós (Editora 7Letras) de Flávio Viegas Amoreira, soulignant sa complexité narrative et thématique. Selon Pugliese, l’œuvre explore la relation homosexuelle à travers une perspective qui oppose « l’être », compris comme une union métaphysique et essentielle de la rencontre amoureuse, à « rester », un concept contingent associé au détachement érotique. L’auteur utilise la physicalité comme un moyen d’ironiser l’idée métaphysique, en suggérant des jeux de mots à double sens.

## Œuvres
- Maralto (7 Lettres, 2002);

- La Bibliothèque Submergée (7Letras, 2003) ;
- Contogrammes (7Letras, 2004);
- Scorbut, coins de côtes, (7Letras, 2005)
- Edoardo, le Lui de nous (2007),
- Les contours des montagnes sont l'adieu de l'océan à la jetée (Dulcineia Catadora, 2007)
- Sampoema (Acaia Studio, 2008)
- Clarice Lispector : scénario de l'insondable
- Désaphorismes et intrigues de métro (Kazuá, 2015)
- Le vide reflété dans la lumière du néant (Kazuá, 2015)
- Whitman mon frère (Imagination collective, 2019)
- Personne de l'autre côté (Collective Imagination, 2019)
- Gilberto Mendes : notes biographiques (2021)
- Malgré toi, je compte (Kotter, 2022)
- Whitman et Pessoa, mes camarades (Kotter, 2023)
- Des Cocoons (Côtes de chat, 2024)
- Vicente de Carvalho redécouvert (Cat's Ribs, 2024)[11]